# 韦尔基拉姆比
韦尔基拉姆比（Verkilambi），是印度泰米尔纳德邦甘尼亚古马里县的一个城镇。总人口17982（2001年）。

## 人口
该地2001年总人口17982人，其中男性8784人，女性9198人；0—6岁人口1953人，其中男1002人，女951人；识字率74.79%，其中男性为76.06%，女性为73.57%。